# Vareia
Vareia fue una población romana de la Hispania Citerior Tarraconensis circunscrita en el Conventus Caesaraugustanus que fue fundada alrededor del siglo I a. C. tras las guerras sertorianas.  Sus restos muebles están ubicados debajo del actual casco urbano del barrio denominado Varea del municipio de Logroño en La Rioja (España).  Diversos trabajos arqueológicos han aflorado multitud de restos que son visibles y visitables en la actualidad.
Esta población antigua llegó a convertirse en un centro estratégico comercial importante al contar con el puerto fluvial en el río Ebro más cercano a su nacimiento, conectando otras ciudades más occidentales y de la meseta con el Mediterráneo.  También llegó a contar con magníficas calzadas que la unían directamente con ciudades importantes.
Floreció a partir de las guerras cántabras en la época de César Augusto, y no se han hallado vestigios celtibéricos o anteriores en su yacimiento.

## Toponimia
La primera mención escrita de Vareia aparece en las monedas de la ceca Uarakos que viene a ser una suerte de gentilicio de los habitantes de esta ciudad, traduciéndose desde su radical como vareyenses o similar.  Este topónimo primigenio también aparece en las fuentes literarias clásicas.  Transcrito y latinizado como Varia, Vareia o Vereia.  Posteriormente aparece en diversos escritos como Varaia o incluso Baregia, nombrando a la ciudad romana o incluso visigótica posterior.  El actual Varea pervive junto con el antiguo casi sin alterar, es por lo que nunca han surgido dudas sobre esa identificación.

## Historia de la ciudad

### Orígenes berones
Según las modernas hipótesis más compartidas en la comunidad científica, la situación de la Vareia de los berones corresponde al yacimiento arqueológico del paraje denominado La Custodia en el municipio navarro de Viana.  Por otra parte su castro defensivo corresponde con los restos encontrados en el cercano Cerro de Cantabria del municipio de Logroño en La Rioja. Según las hipótesis más aceptadas, Sertorio o quizá un eventual incendio de origen desconocido, destruyó la Varia berona situada en La Custodia y sus habitantes se dispersaron por los alrededores.

### Fundación romana y final
Existen documentos que acreditan que durante las guerras cántabras (27-19 a. C.), en el reinado de César Augusto, se asentó de forma estable junto a la desembocadura del río Iregua con el río Ebro un campamento que pertenecía a la Legión IV Macedónica que servía a Roma como apoyo logístico y de control para esta última contienda militar en Hispania.  Los motivos para ubicar el campamento en dicho lugar hay que atribuirlos principalmente a razones estratégicas.  En esta época se construyó una calzada desde Tarraco hasta las tierras cántabras por el margen derecho del Ebro.  Esta calzada iba completándose de modo que se construye seguramente en primera instancia un puente de campaña para atravesar el Iregua y posteriormente otro de piedra del que existen vestigios arqueológicos.  Por otra parte otra calzada remonta el curso del río Iregua por su margen derecho hacia Numantia. Este asentamiento militar perduró algún tiempo después desempeñando funciones de control y organización del territorio.
Alrededor de estos fortines militares se desplegaba un determinado íter de anexos que incluían a funcionarios, servicios, instituciones, templos, mercaderes, etc.  Algunas hipótesis apuntan a que de algún modo se pudo afianzar un núcleo urbano civil aparejado, alentado por su estratégica situación y la fertilidad de sus tierras. Los habitantes dispersados de la antigua Uaria pudieron acudir paulatinamente a esta nueva concentración y la denominaron como a la ciudad antigua, manteniendo su gentilicio pero esta vez latinizado.
Según las hipótesis más aceptadas, posteriormente y hasta el siglo IV esta ciudad fluctúa en cuanto a crecimiento y economía debido a la inestabilidad provocada por las rebeliones galas del siglo III y las incursiones Bagaudas hacia el año 283 d. C., disminuyendo el tamaño del núcleo urbano. Finalmente en el siglo V llegan los Visigodos como asociados a Roma y el valle del Ebro vuelve a desestabilizarse con expediciones de castigo frente a los invasores bárbaros suevos.  Es en esta época o quizá algo después cuando Vareia es abandonada casi por completo dejando únicamente una población dispersa y rural.

## Arqueología

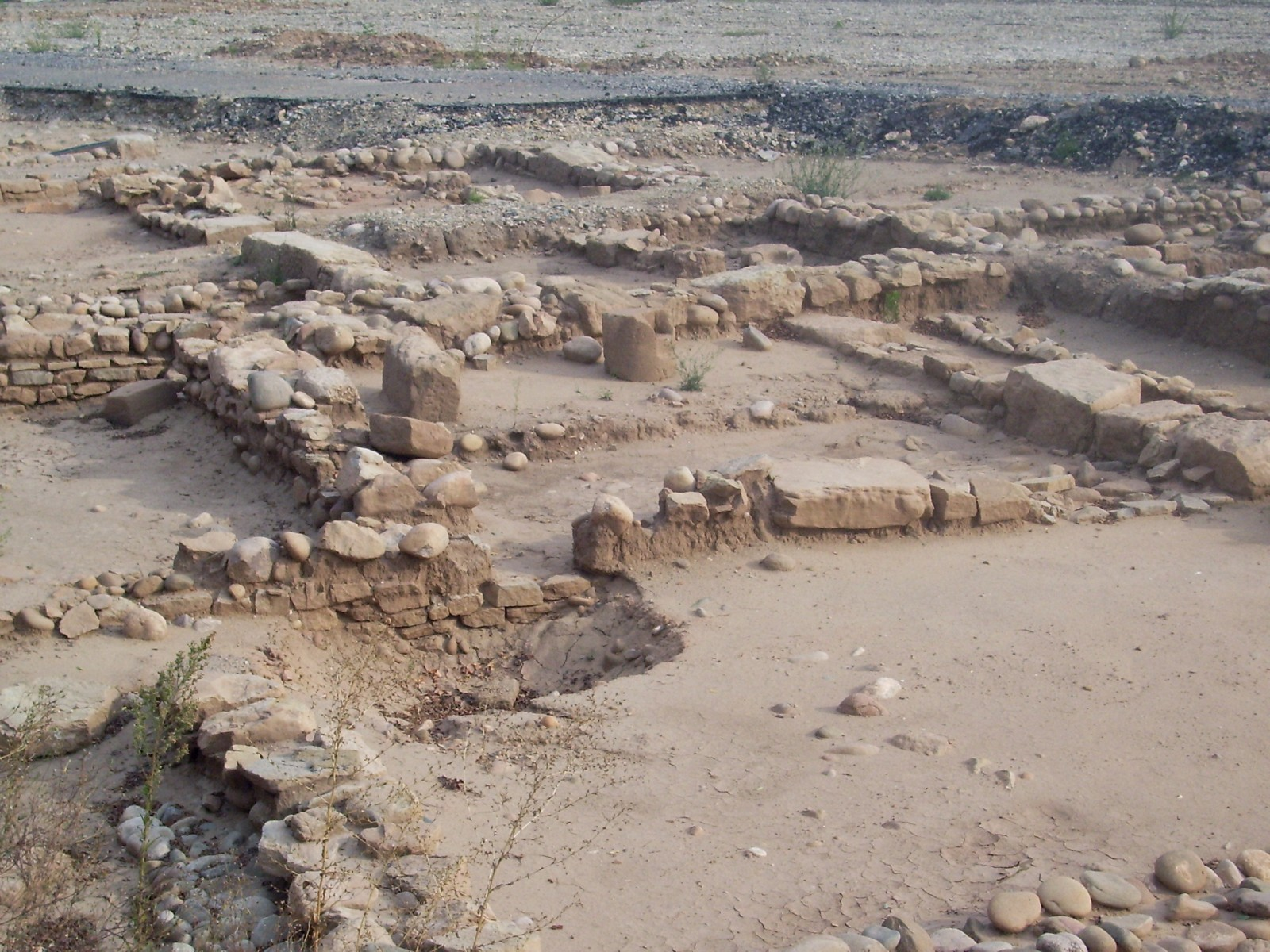
Vista general del yacimiento romano en Varea

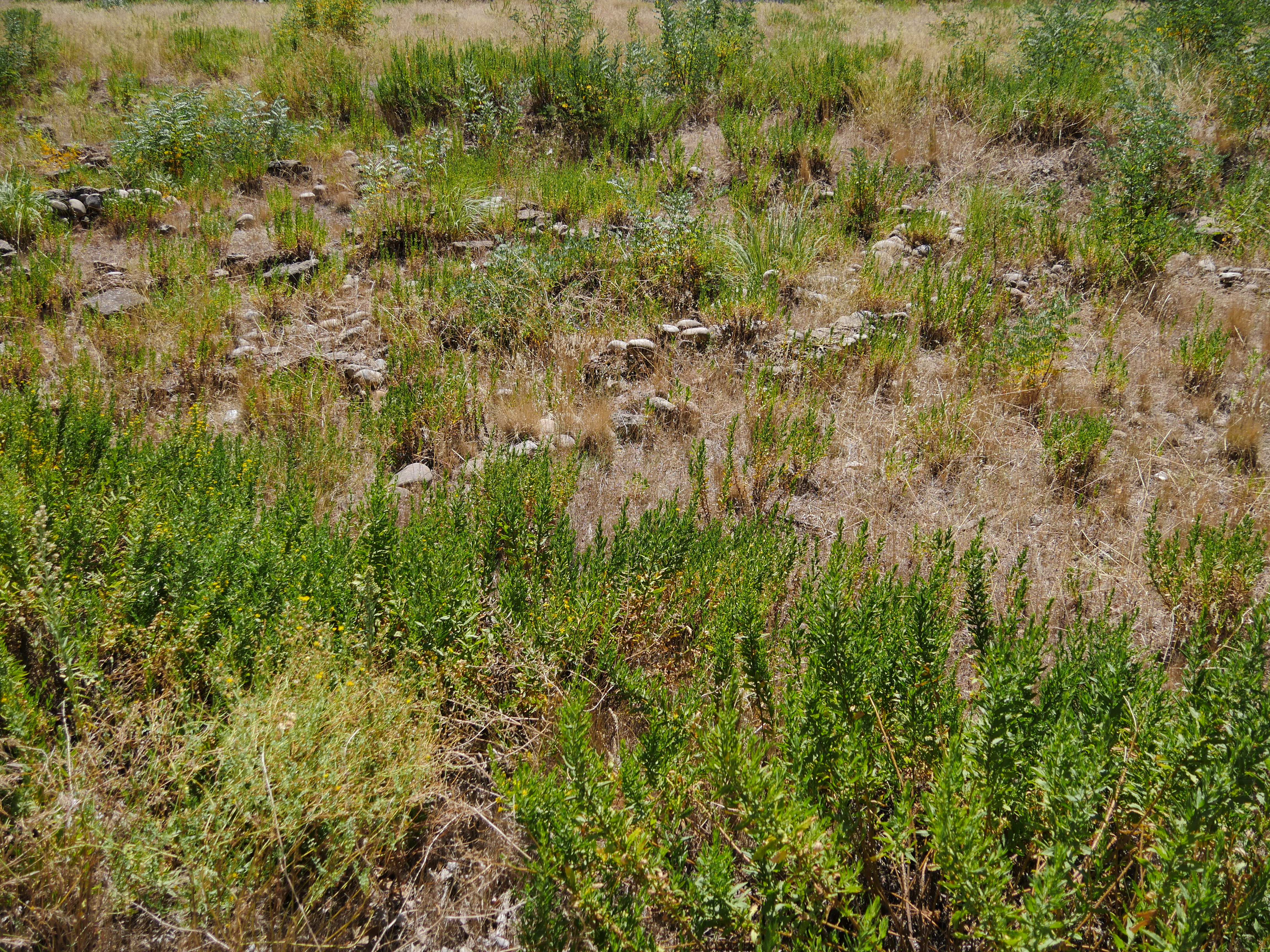
Estado de conservación de las ruinas romanas de Varea a mediados de 2017

### Principales hallazgos arqueológicos
- Puente sobre el Iregua: existen varias cepas de puente sobre el río Iregua, a unos 500 m de la desembocadura de éste al río Ebro; cada una emparrillada sobre troncos gruesos de olmo blanco y bien fijadas a la roca del subsuelo mediante estacas verticales.  No existen elementos que permitan la datación de la obra.  Servía a la calzada Cesaraugusta-Virovesca y debió quedar fijada en épocas tempranas del Imperio.
- Mosaicos: existen muchas teselas (Teselae), con motivos ornamentales geométricos de diversa complejidad, fabricadas con el cuarzo común abundante en los alrededores.
- Restos escultóricos:  una Cabeza de Silvano es la única escultura encontrada y se encuentra en los sótanos del Museo Arqueológico de La Rioja.
- Restos arquitectónicos: varias columnas con basa y fuste de diversos diámetros y un capitel jónico.
- Lápidas: dos lápidas labradas con inscripciones aún se conservan aunque se han perdido diversas piezas.  Media estela y un fragmento de fuste (actualmente ubicados en el logroñés Parque Gallarza).
- Restos numismáticos: cinco denarios de plata, cuatro de Segobrices y uno de Turiasu y un as de bronce de la época de Marco Aurelio.
- Restos cerámicos: moldes y materiales para fabricar cerámica con diversas decoraciones; fragmentos de cerámica campaniense, aretina, sudgálica, hispánica (de diversas formas y épocas), clara, lucente, de paredes finas, sigillatas sin barniz rojo y un prolijo iter de otras cerámicas comunes.
- Orfebrería: una falera, bellísima pieza de oro, plata y plomo.  Se trata de una condecoración o insignia a modo de broche que la aristocracia o militares de altísimo rango portaban para abrochar la púrpura.[15] Datada en el s.V, hoy se encuentra expuesta en el Museo de La Rioja.